# Cayuela
Cayuela település Spanyolországban, Burgos tartományban. Cayuela Albillos, Arcos de la Llana, Estépar és Cavia községekkel határos. Lakosainak száma 189 fő (2024).

## Népesség
A település népessége az utóbbi években az alábbiak szerint változott:
| Lakosok száma | 123  | 130  | 133  | 171  | 196  | 186  | 174  | 184  | 190  | 189  |
|               | 2001 | 2004 | 2006 | 2009 | 2011 | 2014 | 2016 | 2019 | 2021 | 2024 |